# Museum aan de A
Museum aan de A is een museum in Groningen over de geschiedenis van de stad en provincie Groningen.

## Voorgeschiedenis
De gemeente Groningen liet in 2014 weten te streven naar een Huis van de Groningse Geschiedenis in een Historisch Kwartier, met als kern een museum in twee veertiende-eeuwse panden in het A-kwartier. Het op dat moment in die panden gevestigde Noordelijk Scheepvaartmuseum gaf aan hierin een hoofdrol te willen spelen en zich te willen omvormen tot dit nieuwe Museum aan de A. In 2020 hebben dit scheepvaartmuseum, het Noorderpoort College, Groninger Archieven en het Groninger Museum een overeenkomst gesloten om hierbij samen te werken. De gemeente en de provincie zegden financiële ondersteuning toe.
Vanaf 2022 gebruikt het Noordelijk Scheepvaartmuseum de nieuwe naam, Museum aan de A. Het plan is dat de verbouwing en aanpassing van de museale presentatie in 2025 begint.
Nicolette Bartelink is de directeur van het museum.